# Allegheny-Aquädukt
Das Allegheny-Aquädukt war eine Kanalbrücke, mit der der Pennsylvania Canal über den Allegheny River in das Stadtzentrum von Pittsburgh, Pennsylvania, USA geführt wurde. Das Allegheny-Aquädukt wurde bekannt als die erste von John A. Roebling gebaute Hängebrücke. Es war außerdem die erste als Hängebrücke ausgeführte Kanalbrücke.
Das erste Allegheny-Aquädukt war eine 1835 im Zuge des Pennsylvania Canals gebaute Holzbrücke, über die die zwischen Philadelphia und Pittsburgh verkehrenden Lastkähne direkt in das Zentrum Pittsburghs fahren konnten. Im Winter 1844 wurde diese Brücke durch Eisgang zerstört.
Im August 1844 erhielt John A. Roebling den Auftrag zum Bau einer neuen Kanalbrücke in Form einer Hängebrücke gemäß seinen eigenen Plänen und zum Preis von $ 62.000. Roebling hatte sich bis dahin zwar einen Namen als Hersteller von Drahtseilen gemacht, aber noch nie eine Brücke gebaut. Der aus Holz gefertigte, ca. 300 m lange Brückentrog wurde von Paralleldrahtseilen getragen, die über sieben gemauerte Pylone liefen und an den Ufern mittels Ketten und gusseisernen Ankerplatten in tiefen, gemauerten Ankerblöcken befestigt waren. Im Mai 1845 wurde der Trog erstmals mit Wasser gefüllt, anschließend fand die  Eröffnung der Brücke statt. Nach Roeblings detaillierten Aufzeichnungen betrugen die Kosten der Brücke $ 58.297.
Nachdem sich die Eisenbahn ab 1850 immer weiter ausgebreitet und dabei auch die Trassen von Kanälen übernommen hatte, wurde die Brücke 1861 abgerissen.